# Février 1966

## Évènements
- L’Égypte signe un accord avec l’Union soviétique qui permet la visite de navires soviétiques dans les ports de Sollum et de Port-Saïd. Nasser accorde également des visites à la Turquie, à la France et aux États-Unis pour montrer son indépendance politique.
- France : les Républicains indépendants (RI) de V. Giscard d'Estaing prennent leurs distances vis-à-vis de l'UNR.

- 2 février, France : Jean Lecanuet crée le Centre démocrate.

- 23 février : l’armée organise un coup d’État en Syrie. La faction radicale prend le pouvoir. Un triumvirat est formé avec Salah Jedid, Noureddine al-Atassi et Hafez el-Assad. Michel Aflak et Bitar sont contraints à l’exil. La faction sunnite du Parti Baas est éliminée des responsabilités politiques. Alaouites et Druzes s’affrontent pour la conquête du champ politique.

- 24 février : Kwame Nkrumah, absent, est déposé par un coup d’État militaire au Ghana.

## Naissances
- 1er février  : Laurent Garnier, DJ, compositeur et producteur de musique électronique.
- 2 février : Jeanne Savary, actrice française.
- 6 février : Larry Grenadier, contrebassiste de jazz américain.
- 9 février : Kool Shen, Rappeur Français.
- 11 février : Dieudonné, chansonnier, humoriste et acteur français.
- 13 février : Neal McDonough, acteur américain
- 17 février : 
  - Denez Prigent, auteur-compositeur-interprète français de chants en langue bretonne.
  - Quorthon (Thomas Forsberg), fondateur du groupe suédois Bathory.
- 20 février : Cindy Crawford, actrice américaine.
- 23 février :
  - Laurent Granier, peintre héraldiste français.
  - Catherine Noble, taekwondoïste française.
- 24 février : 
  - Billy Zane, acteur américain.
  - Alain Mabanckou, écrivain franco-congolais.
- 27 février : 
  - Donal Logue, acteur.
  - Emmanuel Maury, haut fonctionnaire et écrivain français.
- 28 février : Robert Rowland, personnalité politique britannique († 21 janvier 2021).

## Décès
- 1er février : Buster Keaton, acteur, scénariste, et réalisateur américain.
- 13 février : Marguerite Long, musicienne, créatrice de la Fondation Long.
- 18 février : Grigori Nelioubov, cosmonaute soviétique (° 31 mars 1934).
- 20 février : Chester Nimitz, amiral américain.
- 21 février : Paul Comtois, lieutenant-gouverneur du Québec.
- 26 février : Gino Severini, peintre italien.
- 28 février :
  - Charlie Bassett, astronaute américain (° 30 décembre 1931).
  - Elliot See, astronaute américain (° 23 juillet 1927).